# Overhængende
Når vækstformen er overhængende, vil grenene danne opadbuede forløb med hængende spidser. I mange sammenhænge er det en elegant og efterstræbt voksemåde, som f.eks. kan ses hos buske som
- Berberis (Berberis aggregata)
- Vår-Gyvel (Cytisus x praecox)
- Dronningebusk (Kolkwitzia amabilis)
- Myrte-Gedeblad (Lonicera nitida)